# Stentrast
Stentrast (Monticola saxatilis) är en bergslevande tätting som häckar i södra Europa och nordvästra Afrika. Tidigare placerades den som namnet avslöjar i familjen trastar, men studier har visat att den hör hemma bland flugsnapparna (Muscicapidae). Arten påträffas sällsynt norr om utbredningsområdet, däribland med fem fynd i Sverige. IUCN kategoriserar den som livskraftig.

## Kännetecken

### Utseende

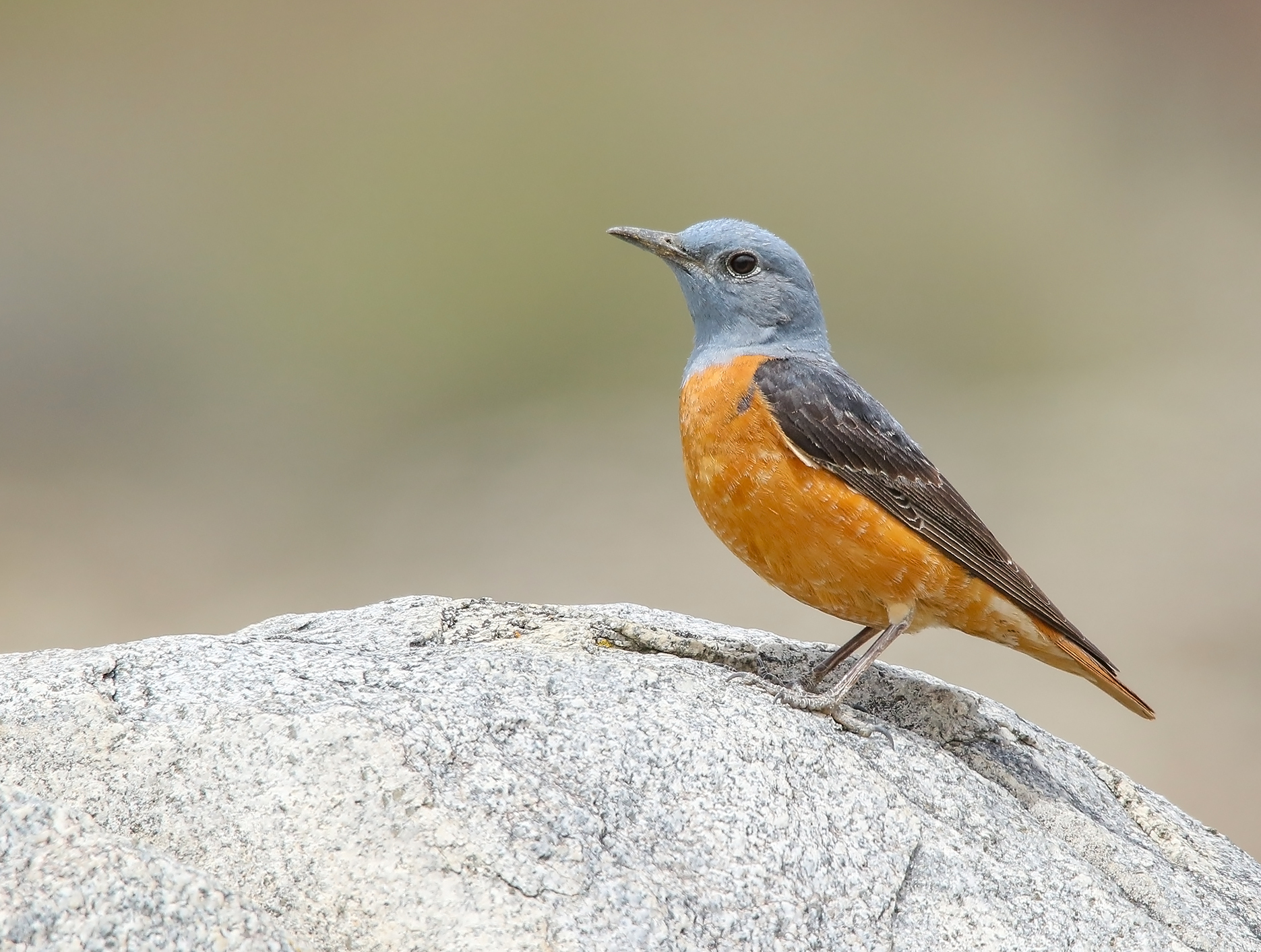
Hane.

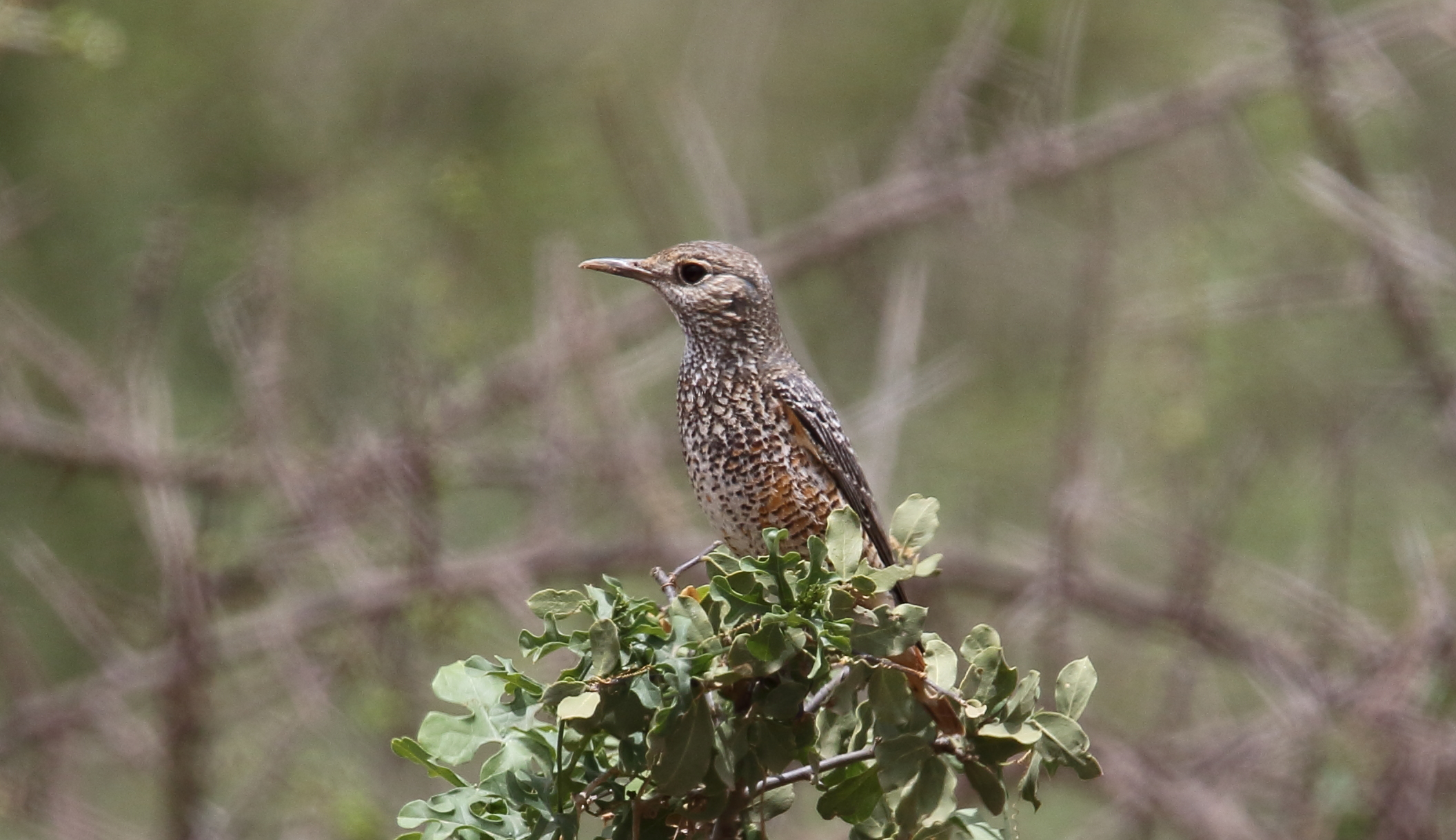
Hona.

Stentrasten är en medelstor (17–20 cm)  kompakt trastliknande fågel med kort stjärt. I adult sommardräkt är hanen omisskännlig med sitt gråblå huvud, roströda bröst, undersida och yttre stjärtfjädrar, mörka vingar och vita rygg. Honor och subadulta är mindre slående, med brunvattrad översida och ljusorange vattrad undersida. I flykten ser man på båda könen det mörkbruna mittenpartiet av stjärten som flankeras av de roströda yttre stjärtfjädrarna.

### Läte
Hanens sång består av en klar, vemodig och melodisk strof som ofta faller i tonhöjd, påminnande om rödvingetrast och koltrast på håll. Den utförs ibland i dalande och mot slutet glidande sångflykt. Bland övriga läten hörs gnissliga "viiht" och smackande "tjack".

## Utbredning
Stentrasten häckar i södra Europa och nordvästra Afrika, österut genom Centralasien till norra Kina. Den är en flyttfågel vars hela världspopulation övervintrar i Afrika söder om Sahara. Den är en ovanlig gäst i norra Europa.

### Stentrasten i Sverige
Det har observerats fem stentrastar i Sverige. Den första var en juvenil hane som upptäcktes död den 22 november 1954 på Samrealskolans gård i Filipstad i Värmland. Den första levande fågeln sågs i oktober 1988 vid Torneträsk i Abisko, Lappland. Därefter har den setts i juli 1998 i Altersbruk i Piteå, Norrbotten, i tre dagar i maj 1999 i Agunnaryd i Småland samt i slutet av maj 2005 på Utlängan i Blekinge.

### Familjetillhörighet
Stentrastarna ansågs fram tills nyligen liksom bland andra stenskvättor, rödstjärtar och buskskvättor vara små trastar. DNA-studier visar dock att de är marklevande flugsnappare (Muscicapidae) och förs därför numera till den familjen.

## Ekologi

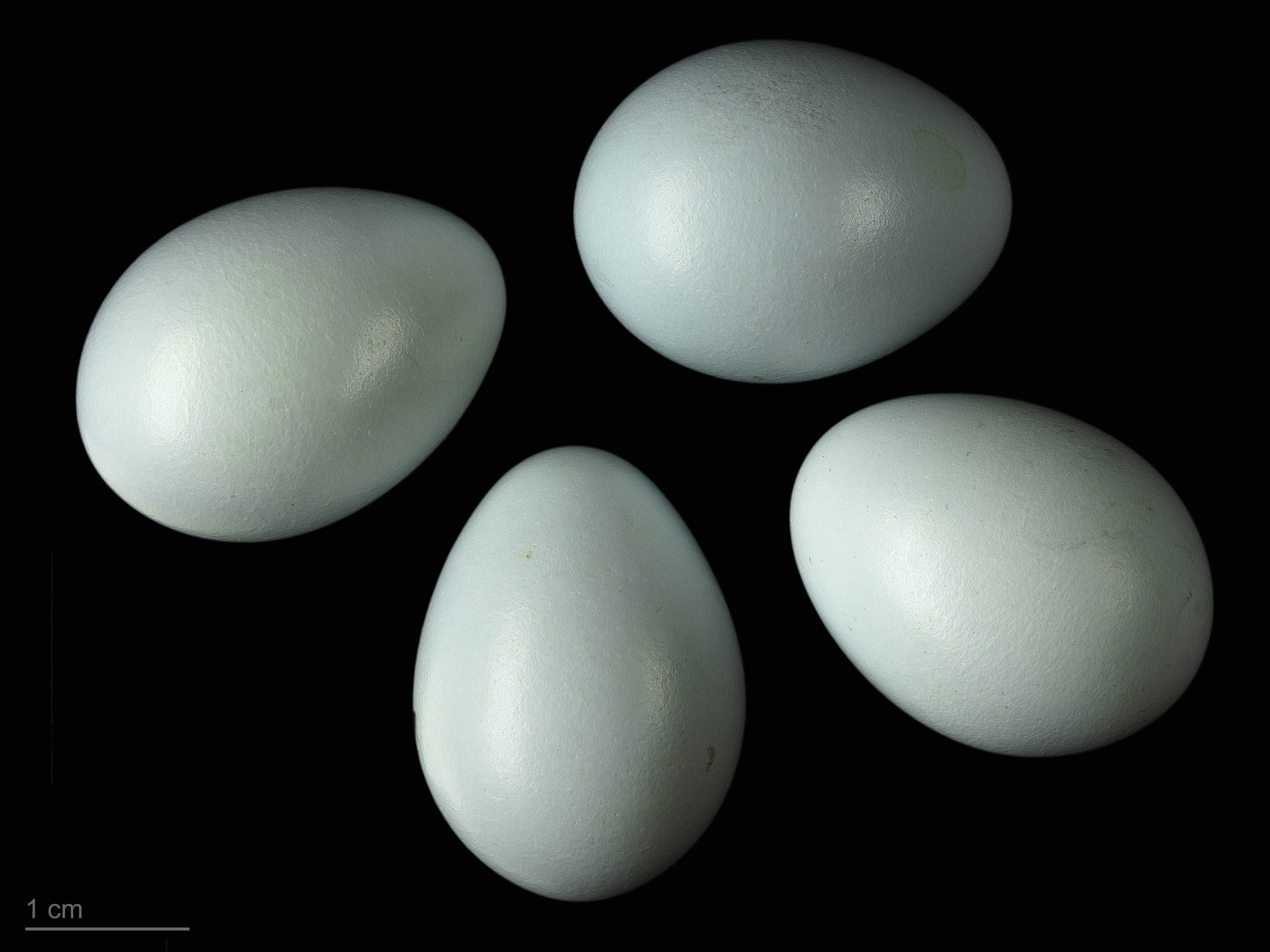
Monticola saxatilis

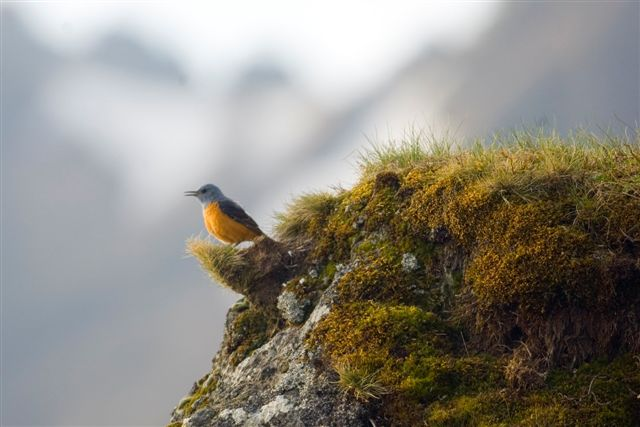
Sjungande hane i typisk miljö.

Stentrasten häckar på branta klippiga sluttningar i torra områden, oftast på en höjd av minst 1 500 meter. Den bygger sitt bo i klippskrevor och håligheter i berg och lägger mellan fyra och fem ägg. Den är en allätare som har en diet av främst insekter och bär.

## Status
Arten har ett stort utbredningsområde och internationella naturvårdsunionen IUCN kategoriserar arten som livskraftig. Beståndsutvecklingen är dock oklar. Världspopulationen uppskattas till mellan 895 000 och 2,86 miljoner häckande individer.